# Persea triplinervis
Persea triplinervis là loài thực vật có hoa trong họ Nguyệt quế. Loài này được (Griseb.) M. Gómez miêu tả khoa học đầu tiên năm 1889.